# Улица Мазурова (Гомель)
Улица Мазурова — улица в северной части Гомеля (Центральный район Гомеля), является одной из главных улиц города.
Начинается от поворота с улицы Хатаевича, заканчивается на пересечении улицы Каменщикова, перетекая в улицу Огоренко. На всей протяженности улицы расположено множество коммерческих и жилых помещений, застройка имеет разнообразный характер. На протяженности улицы также возводятся новостройки. В районе пересечения с улицей Кожара к улице Мазурова примыкает Гомельский ледовый дворец спорта, возле которого расположены Дворец водных видов спорта и Гомельская теннисная ассоциация.
Улица названа в честь советского партийного и государственного деятеля Мазурова Кирилла Трофимовича. Протяженность улицы около 2000 метров.

## На улице расположены
- Гомельская теннисная ассоциация
- Гомельский ледовый дворец спорта
- Дворец водных видов спорт
- Магазин «АЛМИ»
- Беларусбанк
- Белпочта
- Ветеринарная аптека
- Школы
- Тренажерный зал
- Белагропромбанк
- 1-е городское отделение милиции отдела внутренних дел администрации Центрального района г. Гомеля
- Пинскдрев

## Пересекает улицы
- Восточный обход
- Головацкого
- Кожара
- Т. С. Бородина
- Камещникова
- и др.

- Новые жилые здания на улице Мазурова
- Дворец водных видов спорта
- Вид около Ледового дворца (2016 год)